# Biston fasciata
Biston fasciata là một loài bướm đêm trong họ Geometridae.